# بسطيلة
البسطيلة أو البسطيلا (بالإنجليزية: Pastilla) هو طبق تقليدي مغربي يصنف ضمن المعجنات المحشوة بالحمام أو الدجاج أو الديك الرومي أو فواكه البحر مع البقدونس والكزبرة والبيض المسلوق واللوز، وتقدم إما كطبق حلو أو مالح بنكهة القرفة.

## أصل التسمية
يُرجع بعض المؤرخين أصل البسطيلة إلى المطبخ الأندلسي، حيث يعتقد أنه جلب من قبل الموريين إلى المغرب. فكلمة «بسطيلة» معناها بالإسبانية «الفطيرة الصغيرة»، في حين يشير البعض أن أصلها من المملكة المغربية ومنه انتقلت إلى الأندلس ثم أعادها المورييون من الأندلس إلى المغرب بعد سقوط الأندلس.
يأتي اسم pie من الكلمة الإسبانية pastilla، والتي تعني إما "حبة" أو "معجنات صغيرة"، مع تغيير حرف p إلى b الشائع في اللغة العربية.

## تاريخ
أولى الإشارات إلى طبق البسطيلة كانت باسم “المحشو”، حيث اشار إليها بن رزين التيجبي صاحب كتاب “فضالة الخوان في طيبات الطعام والألوان” وهو صورة من فن الطبخ في الأندلس والمغرب خلال القرن 13 الميلادي، حيث أورد صاحب الكتاب طريقة إعداد حشوة البسطيلة.
تشير المؤرخة آني جول على وصفات تحمل "تشابهًا كبيرًا مع الحشو الموجود داخل البسطيلة الحديثة" في كتب الطبخ الأندلسية في القرن الثالث عشر، مثل كتاب ابن رزين التجيبي فضالة الخوان في طيبات الطعام والألوان. هذه الوصفة على حد تعبير آني جول تدعو إلى "طهي الحمام بالقرفة واللوز والزعفران والبصل والبيض، بالإضافة إلى عملية طهي مزدوجة مماثلة لوصفة اليوم التقليدية، حيث يتم طهي المكونات أولاً في وعاء ثم الانتهاء منها في الفرن".
وفقًا لكين ألبالا، من المرجح أن يكون المفهوم الأساسي للبسطيلة قد جلبه المسلمون الذين غادروا الأندلس في القرن السادس عشر أو قبل ذلك لأن هناك حركة مرور كبيرة مع المغرب منذ الفتح الإسلامي لشبه الجزيرة الأيبيرية في القرن السابع.
وفقًا لمؤرخ الطعام اليهودي، جيل ماركس، تم جلب البسطيلة إلى المغرب من قبل اليهود السفارديون، وبعد وصول الفيلو إلى المغرب في العصر العثماني، استبدله الطهاة بالمعجنات على الطراز الأندلسي. استمر السفارديون في نطق الاسم بـ "p"، بينما استبدله المتحدثون باللغة العربية بـ "b".

## الانتشار
تعتبر البسطيلة أكلة وطنية في المغرب لا تقدم إلا في المناسبات الفخمة. ورمز من رموز المطبخ المغربي العريق. وتُقدَّم كطبق رئيسي في المناسبات.
يُطلق اسم ورق البسطيلة أيضا على أوراق رقيقة من العجين تسمى في المغرب «الورقة»
تقدم البسطيلة في المغرب عادة بالدواجن أو بالمأكولات البحرية. وفي الجزائر، تُصنع البسطيلة عادةً بالدجاج أو بالحمام.

## الأنواع

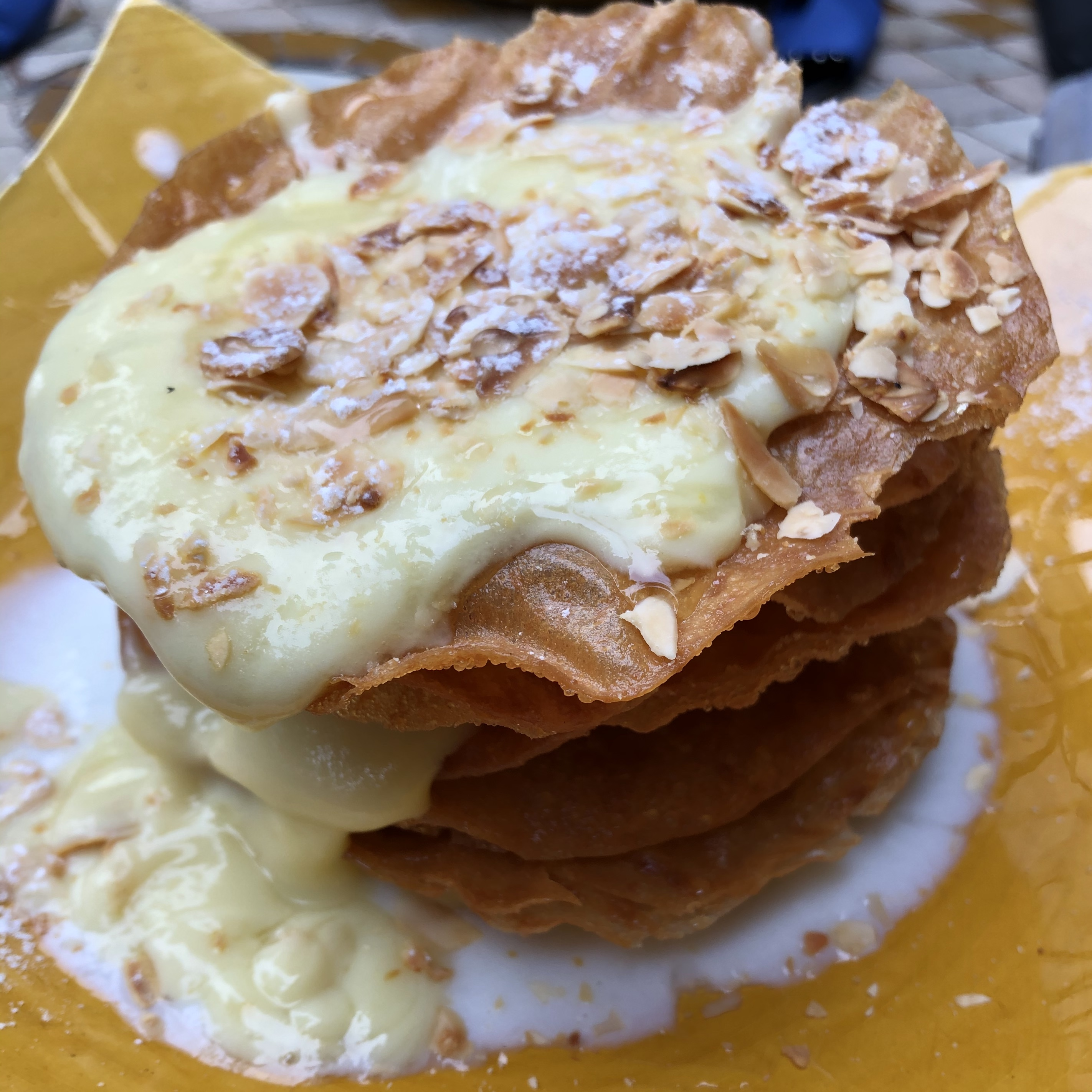
بسطيلة الجوهرة المغربية بقشدة حليب وماء زهر وشرائح لوز محمرة

تصنع البسطيلة بأنواع مختلفة، فمنها لحم الضأن أو الحمام أو الدجاج أو السمك أو منتجات البحر، ومنها الحلو بالسكر والحليب وماء الزهر، كما تُقدم على أشكال مختلفة فمنها الطبق التقليدي ومنها كاسات (كاب كيك) أو ملفوفة في ورق يحفظها من الرطوبة.

### بسطيلة مع الحليب
في المطبخ الفاسي التقليدي، يمكن أن تُقدم البسطيلة أيضا كطبق حلوى، وفي هذه الحالة تُسمى بالجوهرة أو البستيلا مع الحليب. تُصنع الباستيلا من طبقات من «الورقة» وتوضع قشدة الحليب بين طبقاتها، ويمكن أيضا إضافة ماء الزهر إلى الجوهرة لإعطائها نكهة مميزة.

### بسطيلة السمك

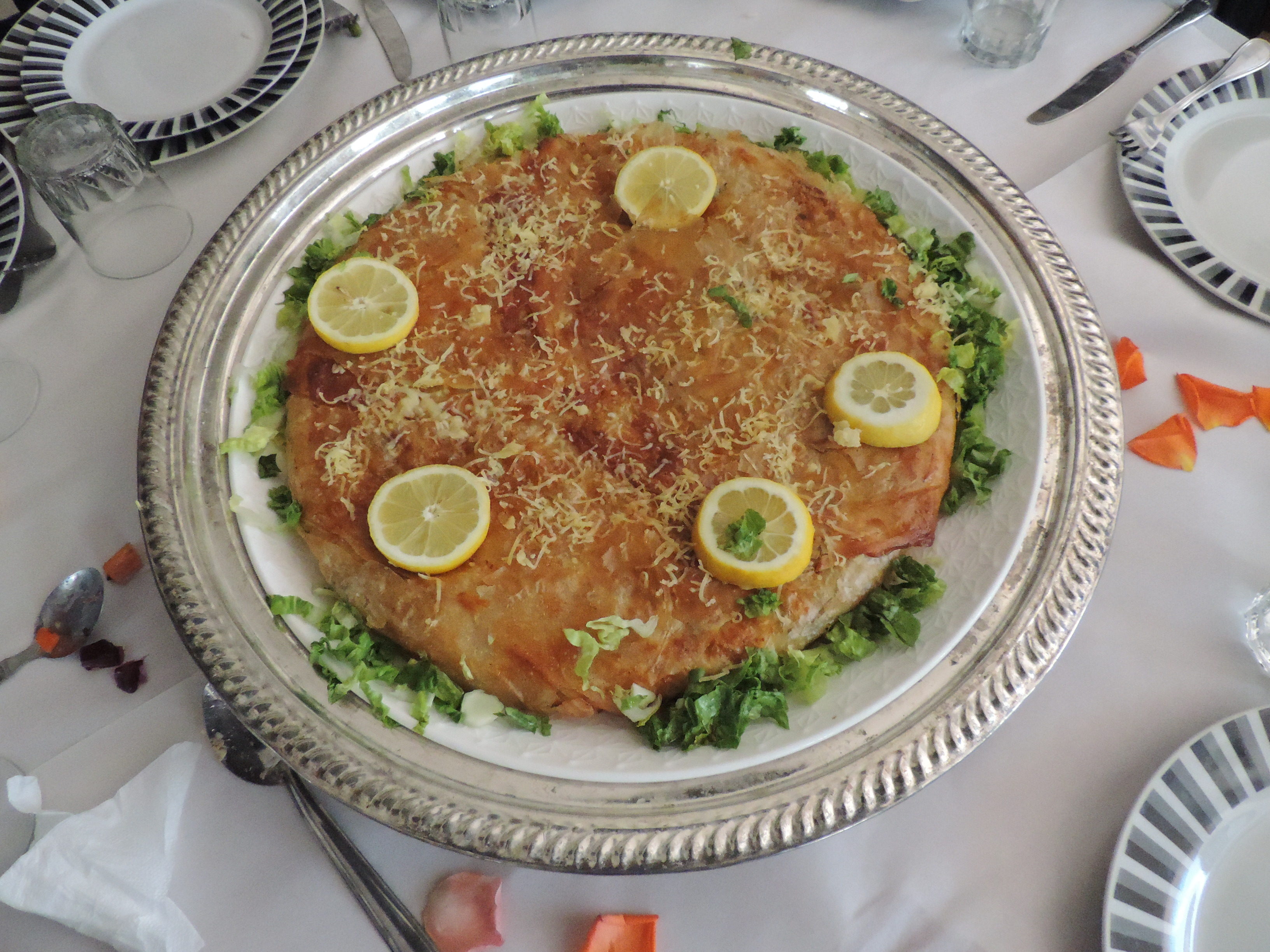
طبق بسطيلة سمك، من بني ملال.

بسطيلة السمك، أو «بسطيلة ديال الحوت» كما تسمى في الدارجة المغربية، عادة تحتوي على السمك وفواكه البحر والشعيرية. تحضّر البسطيلة بالسمك من المكونات التالية: عجينة ورقة البسطيلة. الزبدة. صفار البيض. زيت. فلفل. زنجبيل. كزبرة. ملح الطعامعصير ليمون حامض. شعيرية. سمك. كما يمكن إضافة ثمار البحر مثل القريدس أو الحبّار.

## مراحل الإعداد بالصور

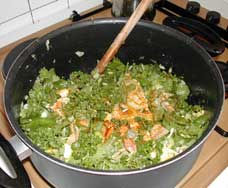
الخطوة 1
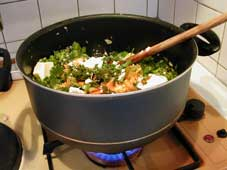
الخطوة 2
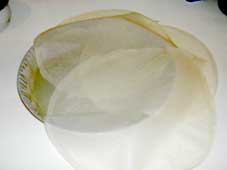
الخطوة 3
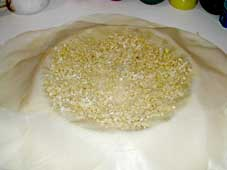
الخطوة 4
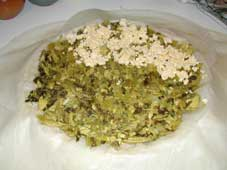
الخطوة 5
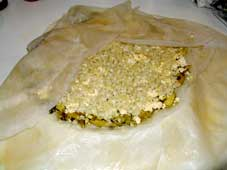
الخطوة 6
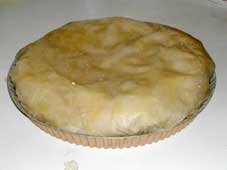
الخطوة 7
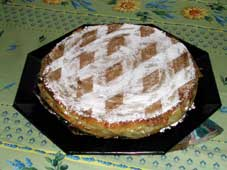
الخطوة 8

## معرض الصور

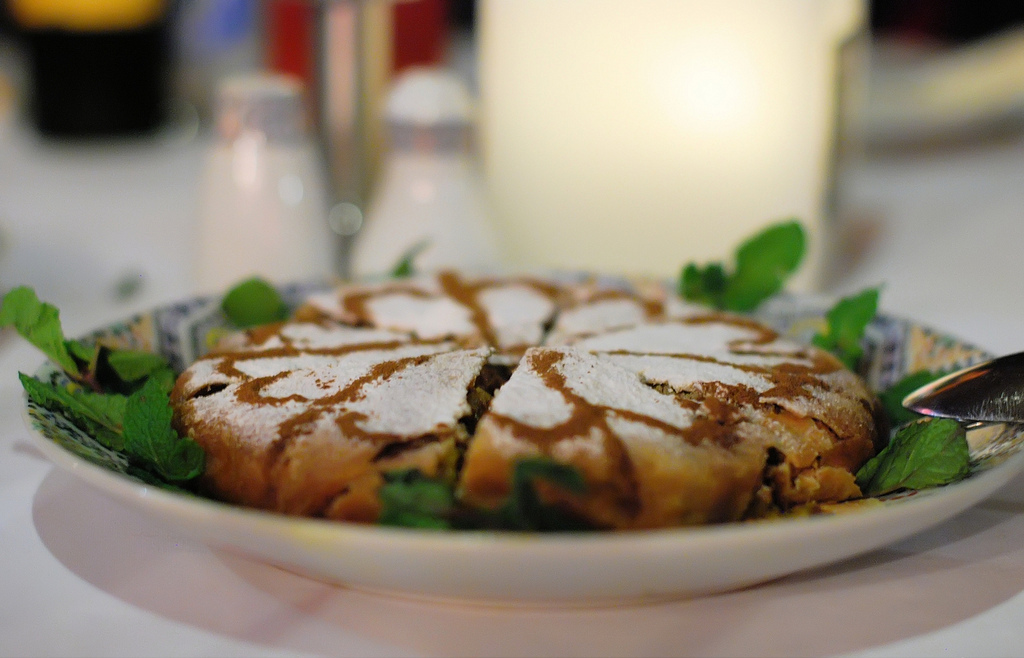
بسطيلة مغربية حلوة، مُغطاة بمسحوق السكر
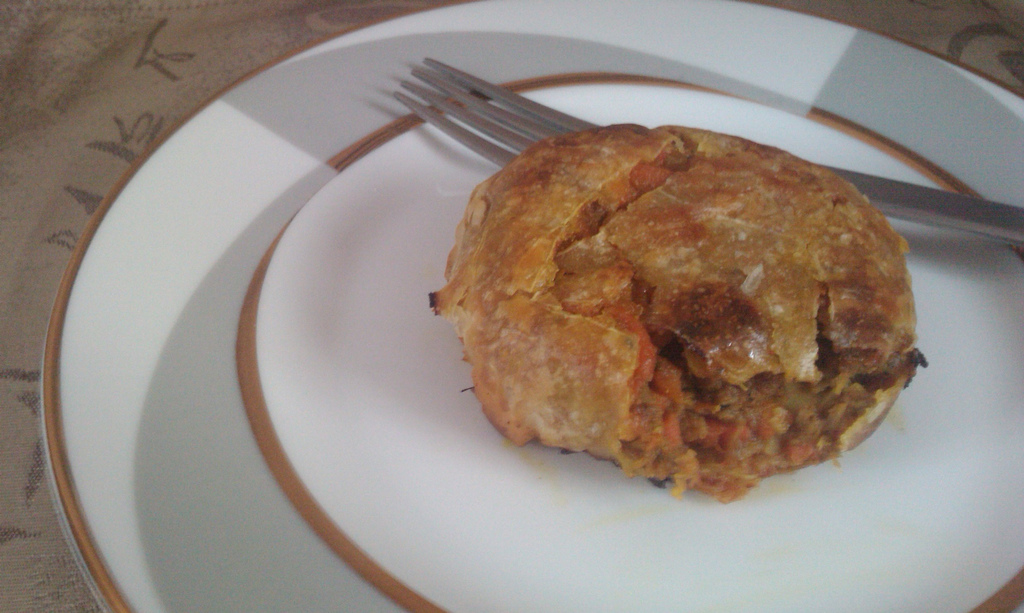
بسطيلة بلحم الضأن.
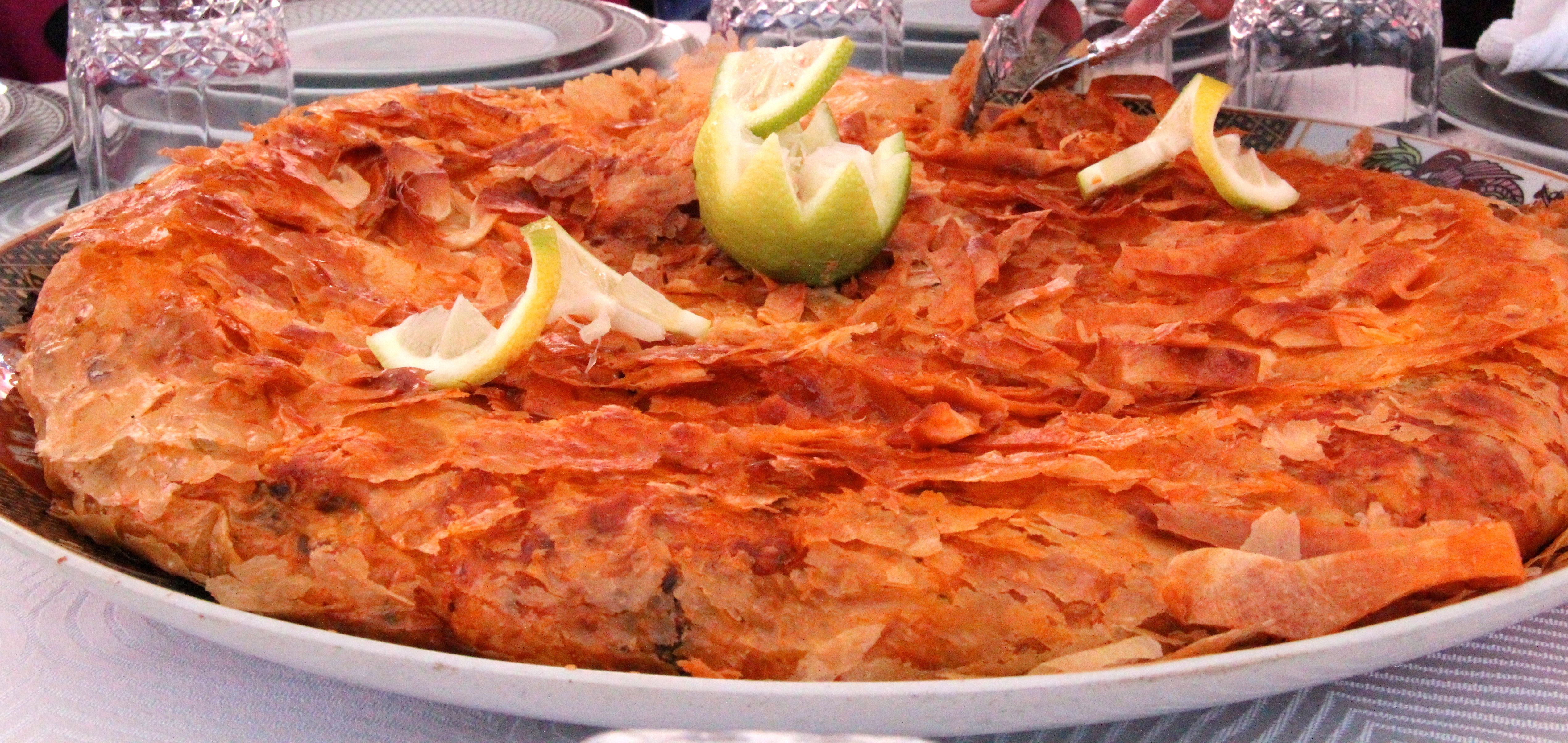
بسطيلة بلحم السمك وطعام البحر.
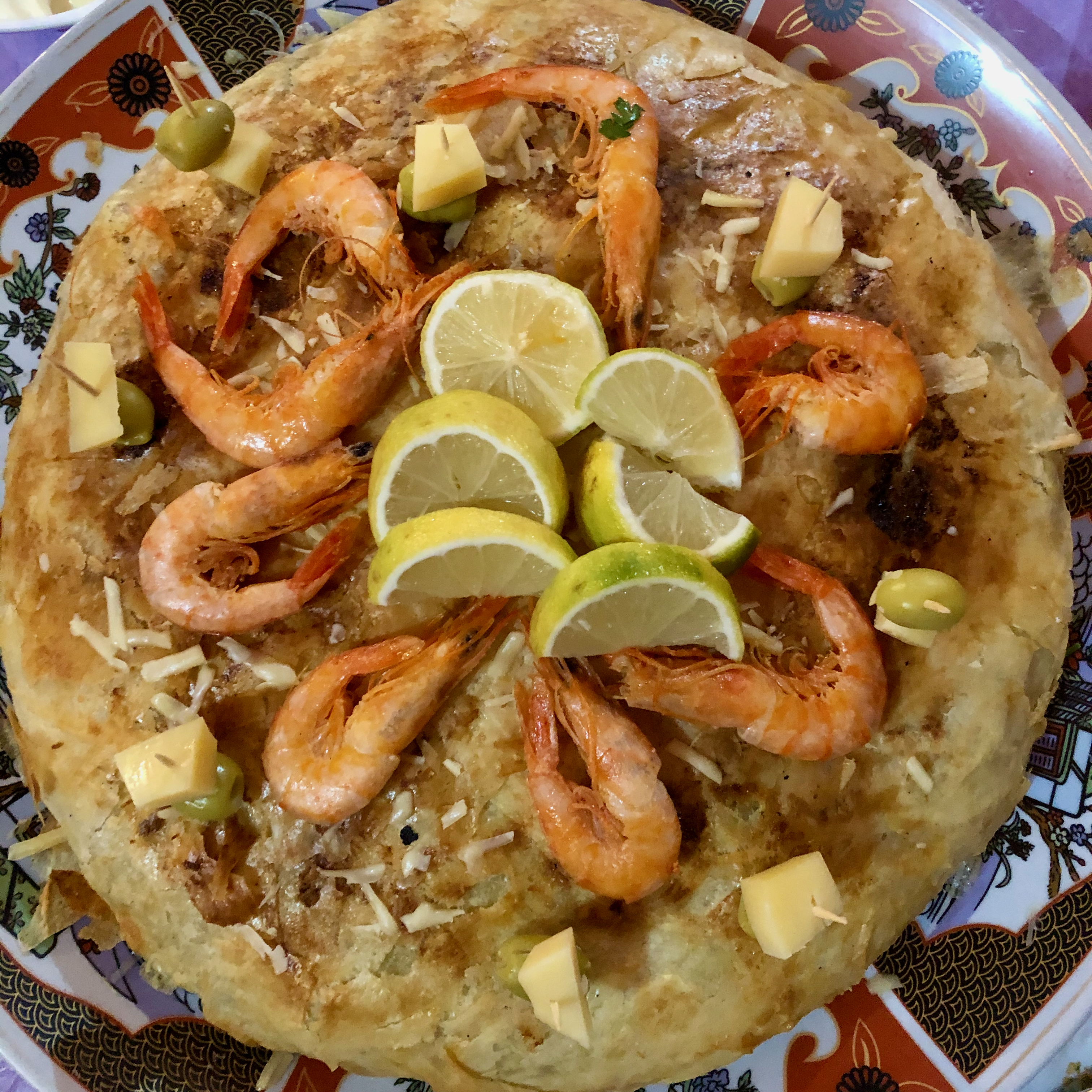
بسطيلة القمرون.
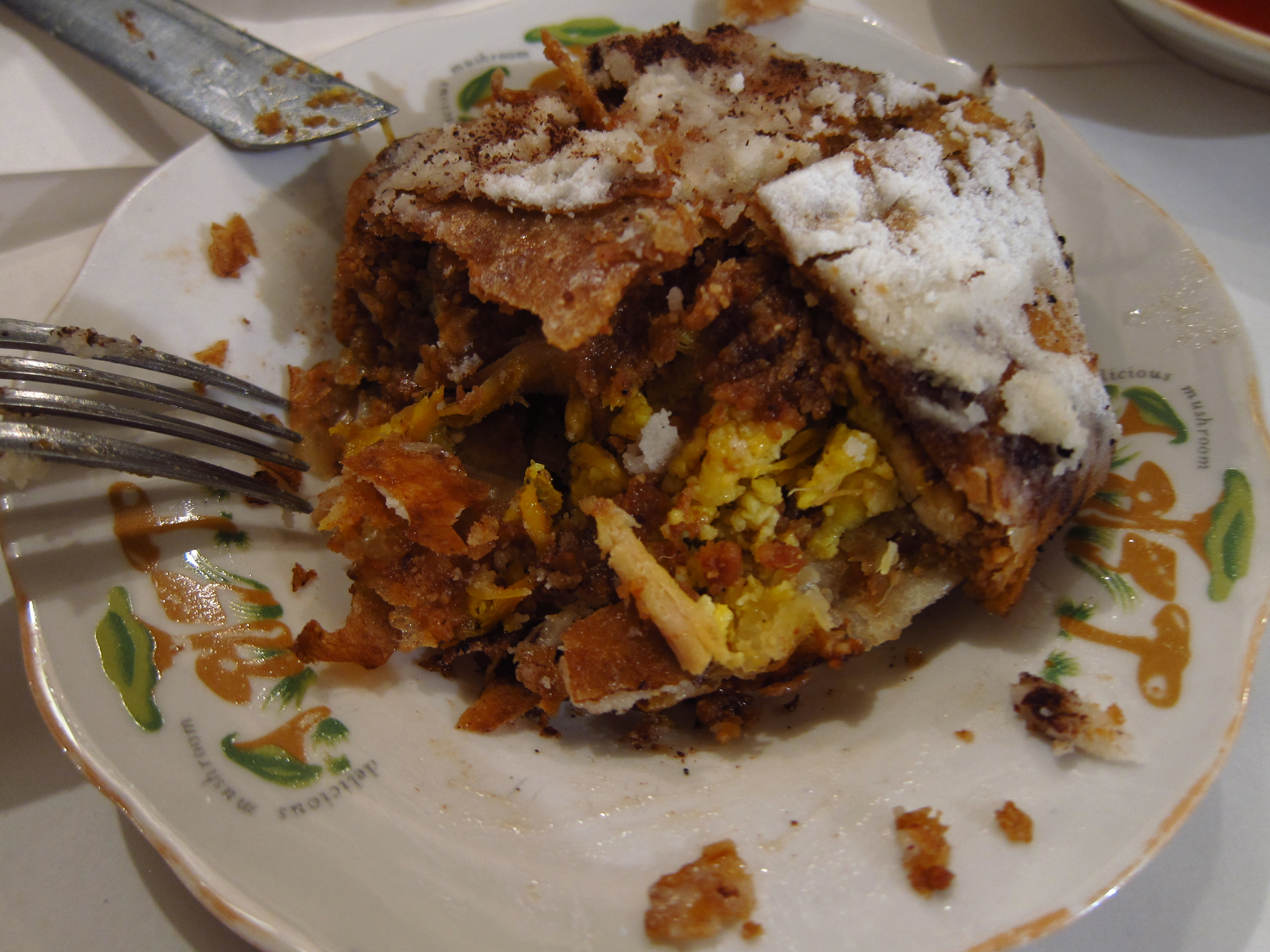
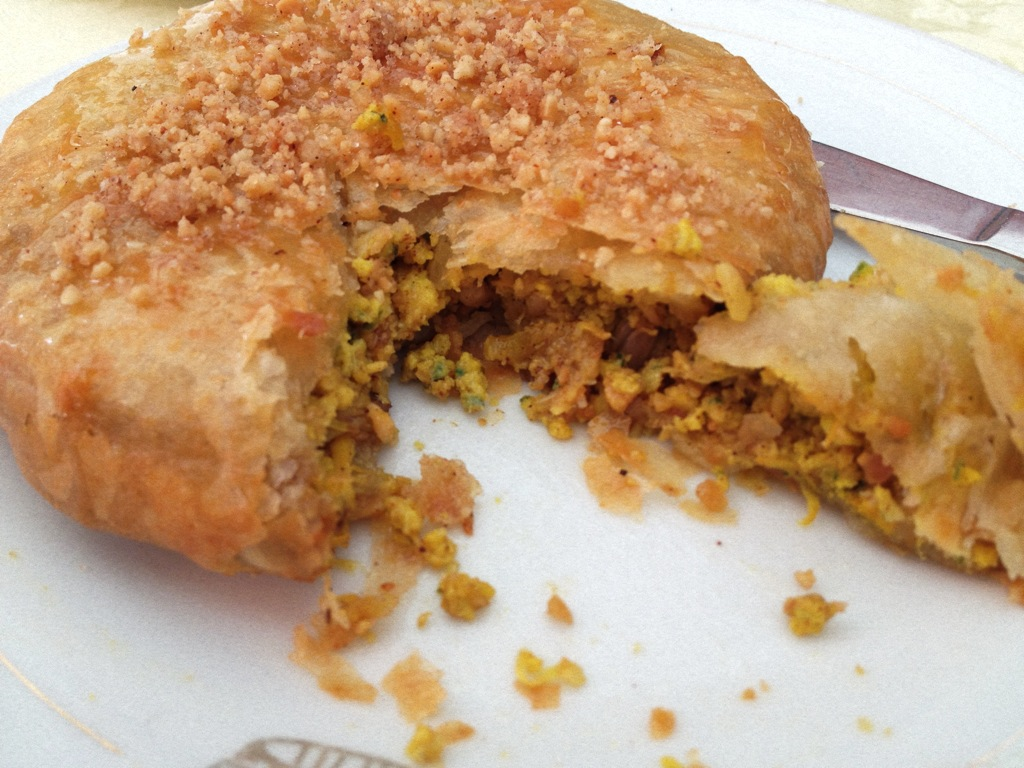
بسطيلة مغربية بلحم الدجاج.
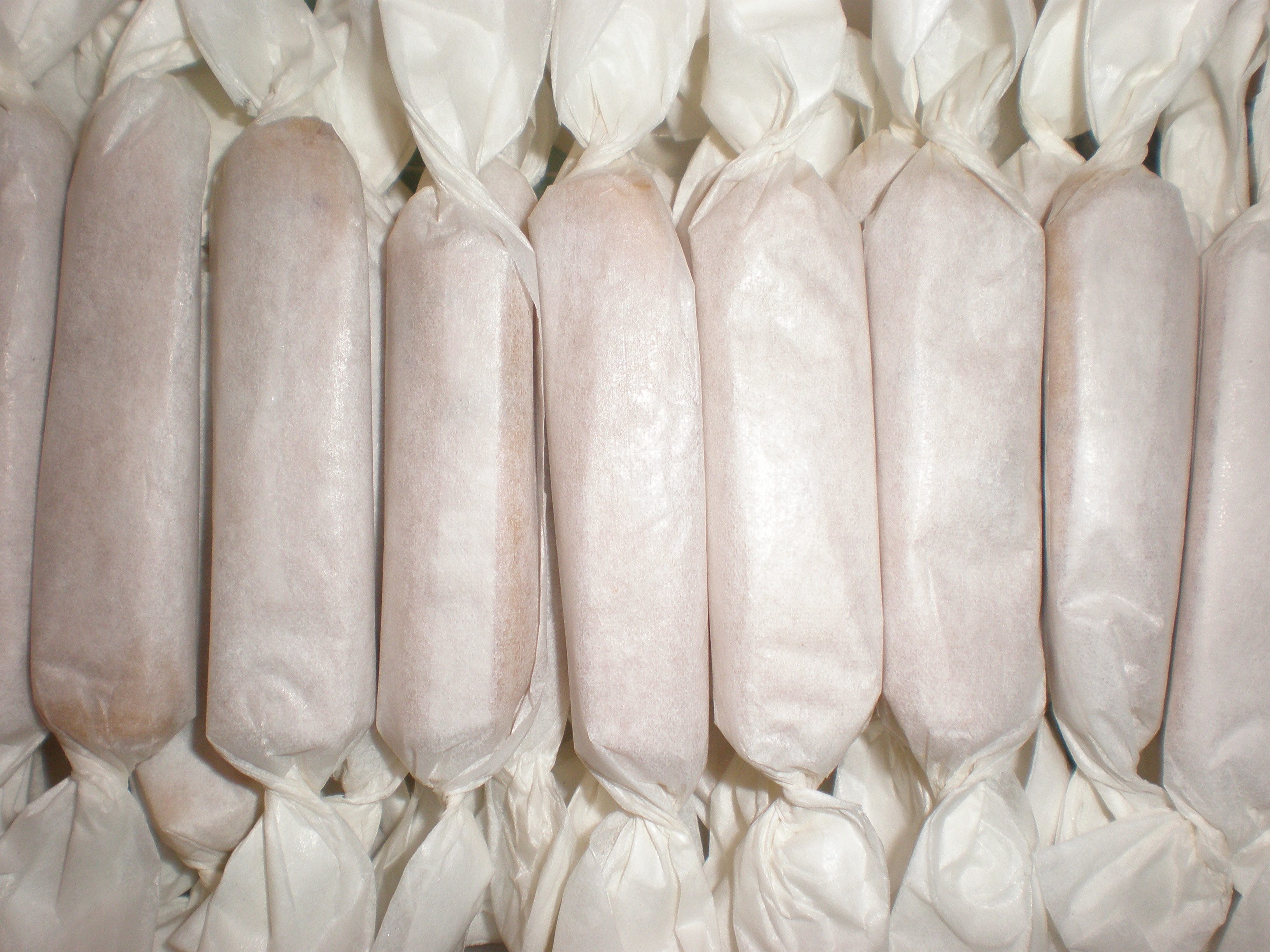
لفائف البسطيلة.
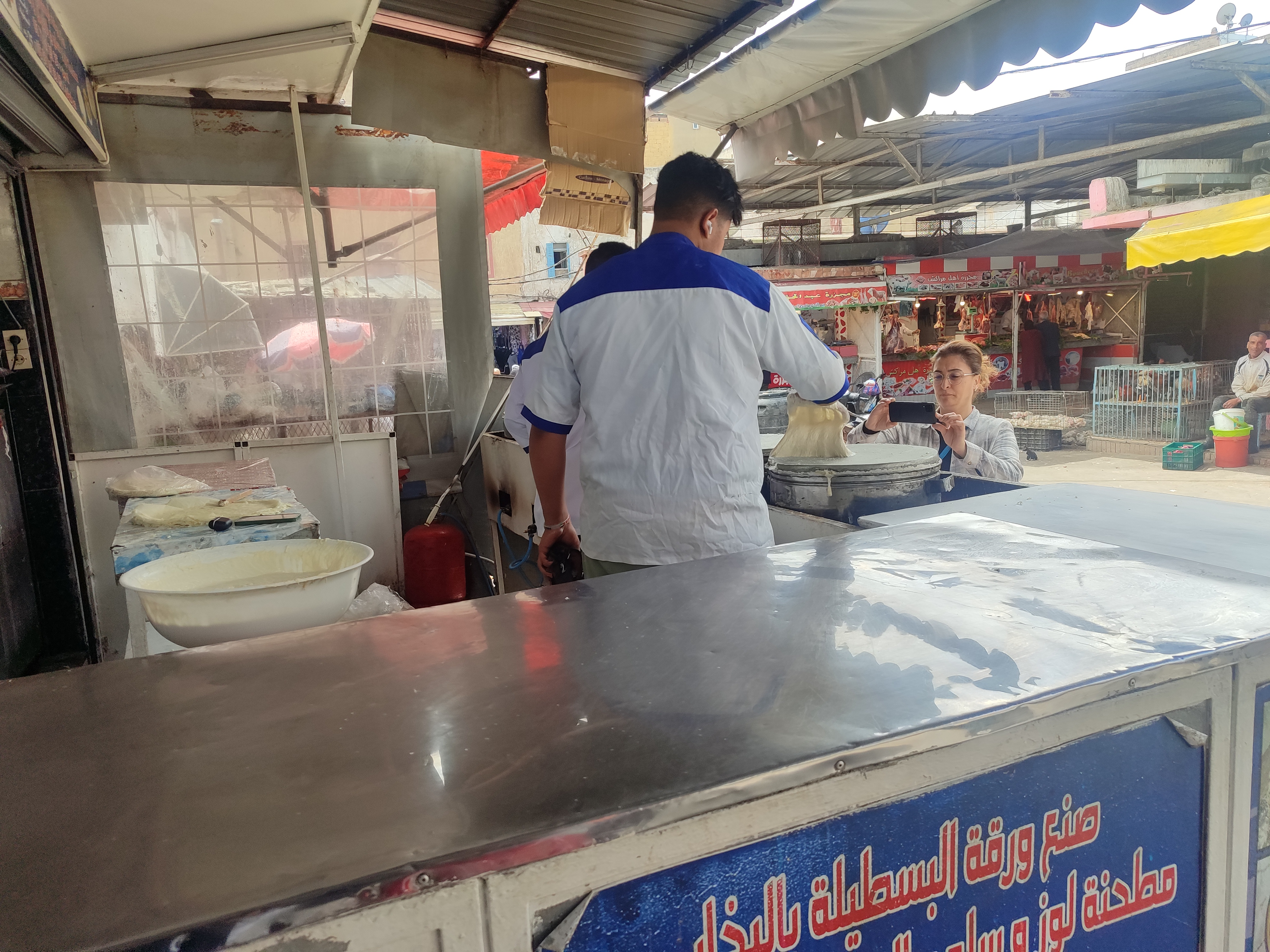
صانع أوراق البسطيلة بالدار البيضاء.
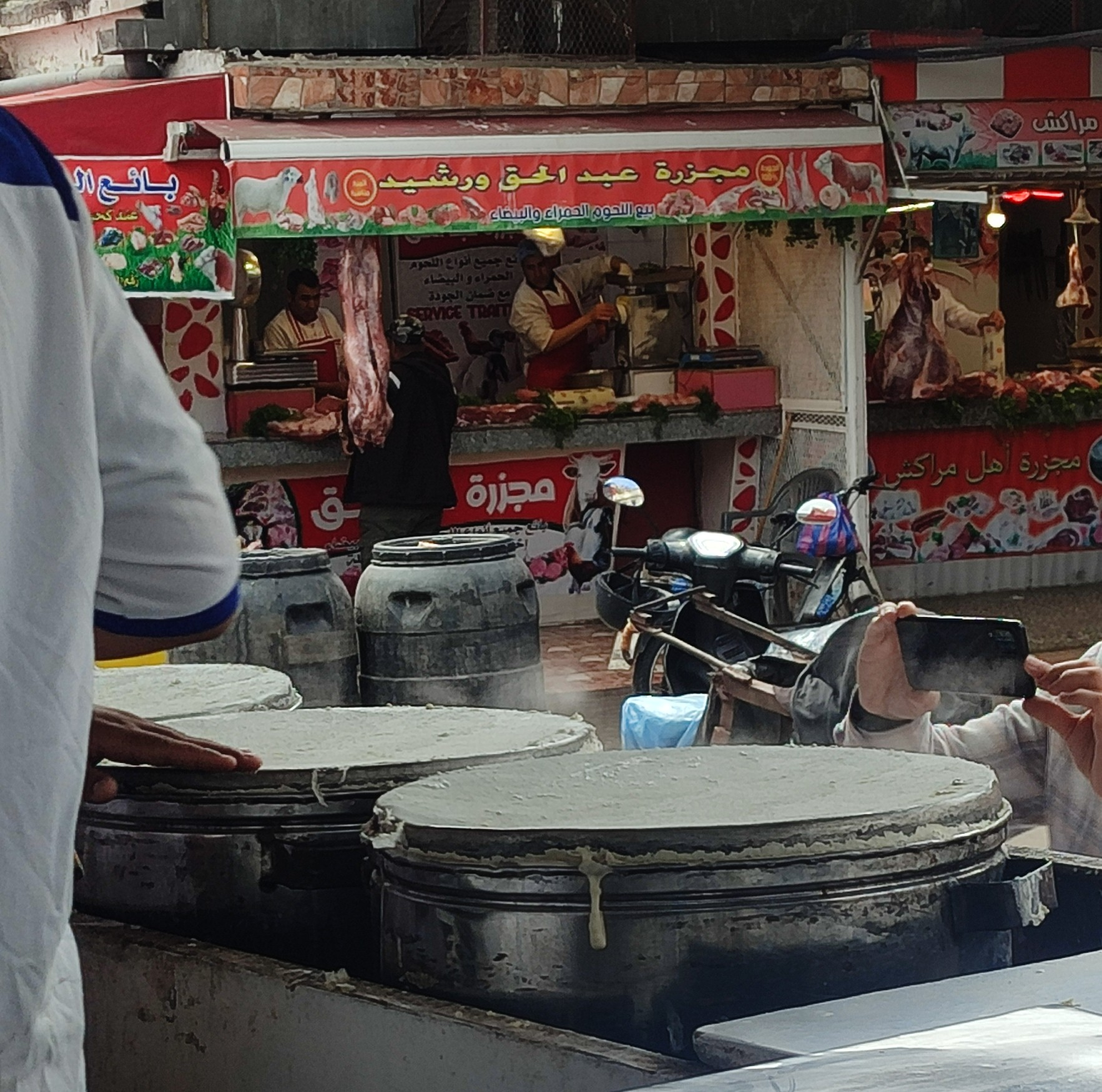
صانع أوراق البسطيلة بسوق جميعة بالدار البيضاء.